# Nico Herzog
Nico Herzog (23 aprile 1997) è un tuffatore tedesco.

## Biografia
E' allenato da Becker Norman. Compete per la polisportiva SV Halle.
Ha rappresentato la Germania ai Giochi europei di Baku 2015, vincendo la medaglia di bronzo nel sincro 3 metri, gareggiando al fianco del connazionale Frithjof Seidel. Nella stessa rassegna ha anche guadagnato il decimo posto nel trampolino 1 metro.

## Palmarès
| Anno | Manifestazione           | Sede   | Evento         | Risultato | Prestazione | Note  |
| ---- | ------------------------ | ------ | -------------- | --------- | ----------- | ----- |
| 2015 | Giochi europei           | Baku   | Trampolino 1 m | 10º       | 450,10 p.   |       |
| 2015 | Giochi europei           | Baku   | Sincro 3 m     | Bronzo    | 284,22 p.   |       |
| 2019 | Universiadi              | Napoli | Trampolino 3 m | 14º       | 310,40 p.   | [ 1 ] |
| 2019 | Universiadi              | Napoli | Sincro 3 m     | 6º        | 339,12 p.   | [ 1 ] |
| 2019 | Giochi mondiali militari | Wuhan  | Trampolino 1 m | 10º       | 317,65 p.   | [ 2 ] |
| 2019 | Giochi mondiali militari | Wuhan  | Trampolino 3 m | 5º        | 362.40 p.   | [ 2 ] |
| 2019 | Giochi mondiali militari | Wuhan  | Sincro 3 m     | 6º        | 344,22 p.   | [ 2 ] |
| 2019 | Giochi mondiali militari | Wuhan  | Squadra mista  | Argento   | 2729,85 p.  | [ 2 ] |